# Heilig-Kreuz-Kapelle (Neudenau)

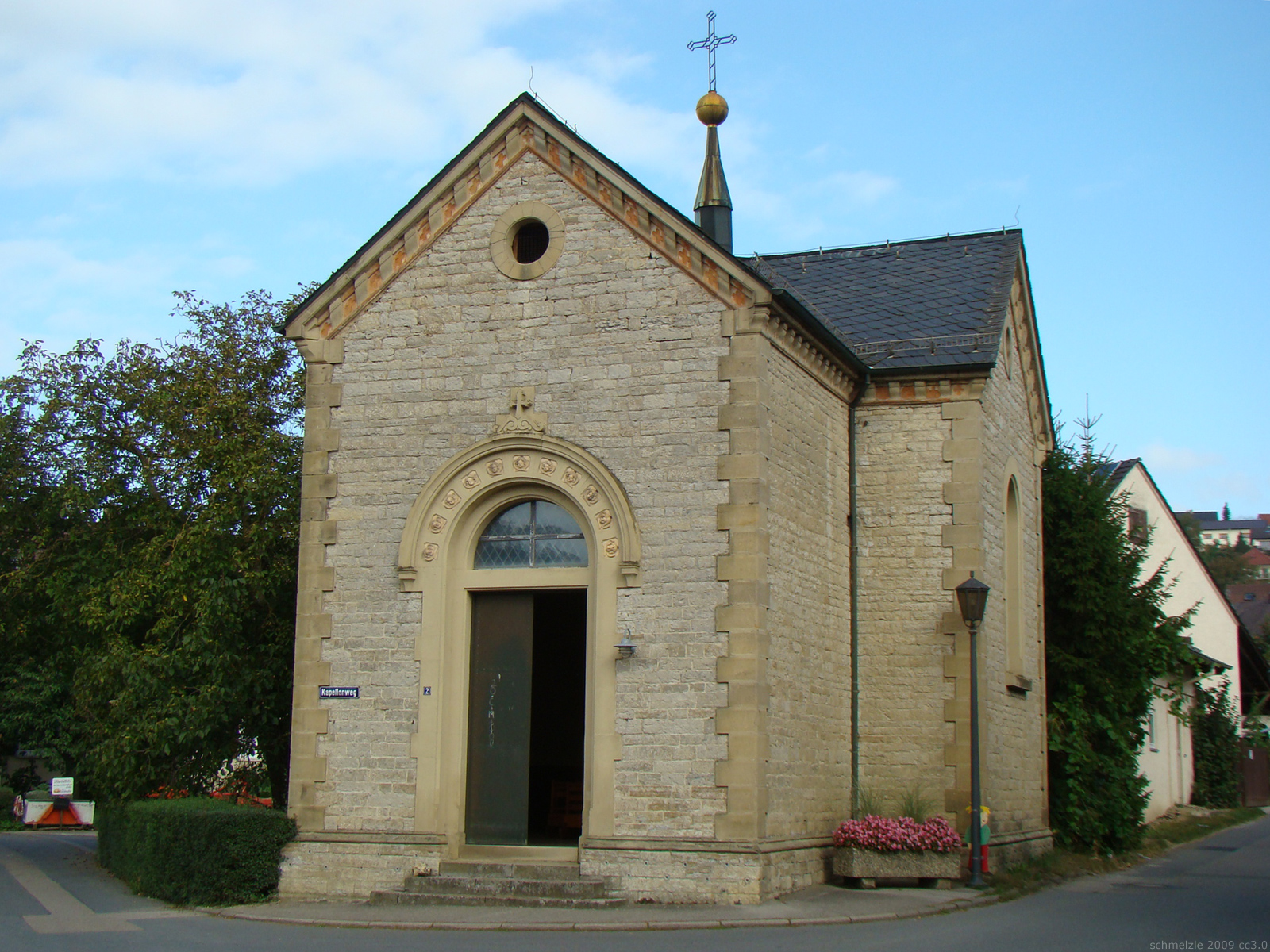
Heilig-Kreuz-Kapelle in Neudenau

Die Heilig-Kreuz-Kapelle in Neudenau im Landkreis Heilbronn im nördlichen Baden-Württemberg wurde 1870 anstelle einer zerfallenen älteren Kapelle errichtet. Die Kapelle dient seit der Renovierung 1989 insbesondere für evangelische Gottesdienste.
Um 1700 wurde an der Abzweigung der Wege von Neudenau nach Allfeld und Höchstberg eine erste Kapelle errichtet. Diese alte Kapelle war teils massiv gemauert, teils in Fachwerk ausgeführt und stand auf einem schlechten Fundament. Auf Veranlassung des Dekans Christophl wurde 1870 anstelle der inzwischen verfallenen Kapelle nach Plänen des erzbischöflichen Baumeisters Feederle aus Karlsruhe ein Neubau auf kreuzförmigem Grundriss errichtet. Das Gebäude weist Elemente des Klassizismus und der Neoromanik auf, wobei der Rundbogenstil überwiegt. Die Grundsteinlegung war am 3. Mai 1870, die Weihe der Kapelle fand am 13. Mai 1873 statt.
Seit der Renovierung von 1989 wird die zur Erzdiözese Freiburg zählende Kapelle insbesondere für evangelische Gottesdienste genutzt.